# Kroounovka
Kroounovka (en russe : Кроуно́вка) est un village de l'okroug urbain d'Oussouriïsk du kraï du Primorié en Extrême-Orient russe. Sa population s'élevait à 594 habitants au recensement de 2010.

## Géographie
La localité est située dans le kraï du Primorié, un sujet de l'Extrême-Orient de la Russie, en Mandchourie-Extérieure, qui était autrefois chinoise (avant 1860). Elle se trouve dans le district fédéral extrême-oriental. Elle est l'une des 38 localités de l'okroug urbain d'Oussouriïsk, subdivision du sud-ouest du kraï dans la plaine du Khanka, dont le centre administratif est la ville d'Oussouriïsk.
Kroounovka, comme tout le kraï du Primorié, est située dans le fuseau horaire MSK+7 (heure de Vladivostok). Le décalage horaire appliqué par rapport au temps universel coordonné est +10:00.

## Histoire
La localité a été fondée en 1869.

## Démographie
Recensements (*) et estimations de la population,,,:
| 1884 | 1897 | 1900 | 1912 |
| ---- | ---- | ---- | ---- |
| 484  | 688  | 737  | 737  |

| 1915 | 2002 * | 2010* | - |
| ---- | ------ | ----- | - |
| 616  | 613    | 594   | - |

Selon le recensement de 2002, sur les 613 habitants, il y avait 82 % de Russes.